# The Catholic Worker
The Catholic Worker (pol. Katolicki Robotnik) – czasopismo wydawane siedem razy w roku przez ruch Catholic Worker w Nowym Jorku. Gazeta została założona przez Dorothy Day i Petera Maurina, aby promować nauczanie Kościoła dot. sprawiedliwości społecznej.
Kiedy w czasie Wielkiego Kryzysu w Stanach Zjednoczonych komunizm zdobywał popularność, Day i Maurin chcieli przekazać to, co uważali za dobrze strzeżoną tajemnicę: postępowe nauczanie Kościoła, tak aby ubodzy, w większości katolicy, zwrócili się do własnej tradycji po rozwiązanie.

## Historia
1 maja 1933 ukazał się pierwszy numer gazety „The Catholic Worker”, w cenie jednego centa. Od tego czasu wydawana jest nieprzerwanie. Skierowany był do najbardziej cierpiących w czasie Wielkiego Kryzysu, „tych, którzy uważają, że nie ma nadziei na przyszłość” i ogłaszał im, że „Kościół katolicki ma program społeczny. [...] są ludzie Boży, którzy pracują nie tylko dla ich duchowego, ale także materialnego dobra”. Nie akceptował reklam i nie a redakcja nie czerpała przychodów. Publikacja pierwszego numeru została częściowo wsparta darowizną w wysokości 1 dolara od siostry Peter Claver, na cześć której nazwano jeden z domów ruchu Catholic Worker.
Nakład szybko wzrósł do 25 000 w ciągu kilku miesięcy, a w 1936 osiągnął 150 000.
„The Catholic Worker” stracił tysiące czytelników z powodu swojej surowej pacyfistycznej postawy i odmowy przyłączenia się do wezwania zaangażowania się USA w II wojnę światową. Dorothy Day była redaktorką pisma aż do swojej śmierci w 1980.
Do gazety pisali zarówno niedoświadczone chętne osoby, jak i tak znane osobistości jak Ammon Hennacy, Thomas Merton, Daniel Berrigan, Jeremy Scahill, Karl Meyer, Robert Coles czy Jacques Maritain. Ade Bethune i Fritz Eichenberg często wykonywali ilustracje. W latach 60. redaktorką (a później wykonawczynią testamentu Day) była Judith Palache Gregory.

## Opis
Day stwierdziła, że słowo „Robotnik” w tytule gazety odnosi się do „tych, którzy pracowali ręką lub umysłem, tych, którzy wykonywali pracę fizyczną, umysłową lub duchową. Ale myśleliśmy przede wszystkim o biednych, wywłaszczonych, wyzyskiwanych”.
„The Catholic Worker” jest uważany za czasopismo chrześcijańskiego anarchizmu.
Cena za numer zawsze wynosiła jeden cent. Oficjalna cena rocznej subskrypcji w 2021 wynosiła 25 centów.